# Исара
Исара (порт. Içara)  —  муниципалитет в Бразилии, входит в штат Санта-Катарина. Составная часть мезорегиона Юг штата Санта-Катарина. Находится в составе крупной городской агломерации Агломерация Карбонифера. Входит в экономико-статистический  микрорегион Крисиума. Население составляет 56 423 человека на 2006 год. Занимает площадь 292,779 км². Плотность населения — 192,7 чел./км².

## История
Город основан 30 декабря 1961 года.

## Статистика
- Валовой внутренний продукт на 2003 составляет 404.764.538,00 реалов (данные: Бразильский институт географии и статистики).
- Валовой внутренний продукт на душу населения на 2003 составляет 7.658,60 реалов (данные: Бразильский институт географии и статистики).
- Индекс развития человеческого потенциала на 2000 составляет 0,780 (данные: Программа развития ООН).

## География
Климат местности: субтропический.